# Jean Lancri
 (janvier 2021).
Si vous disposez d'ouvrages ou d'articles de référence ou si vous connaissez des sites web de qualité traitant du thème abordé ici, merci de compléter l'article en donnant les références utiles à sa vérifiabilité et en les liant à la section « Notes et références ».
Jean Lancri, né le 24 décembre 1936, est un universitaire et artiste français, d’abord angliciste puis plasticien.

## Biographie
Agrégé et docteur d'État ès lettres, Jean Lancri a enseigné de 1980 à 1999 à l’université Paris 1 Panthéon-Sorbonne, dans l’UFR des arts plastiques et sciences de l’art, qu’il a dirigée pendant plusieurs années. 

## Publications
- Y et K. Essai sur la peinture au risque de la lettre, Méridiens-Klincksieck, 1989
- L’index montré du doigt (huit plus un essais sur la surprise en peinture), L’Harmattan, 2000